# サルマン

アイゼンガルドの白い手の旗（白のサルマンの旗印）

サルマン（Saruman）は、J・R・R・トールキンの中つ国を舞台とした小説、『指輪物語』、『シルマリルの物語』の登場人物である。魔法使い。賢者（イスタリ）の長であり白のサルマンと呼ばれ、最も叡智に長け、大きな力を持っていた。しかし、モルゴスやサウロン同様、持てる力の強大さ故に堕落し、西方に戻ることなくこの世を去った。
シンダール語名は、「老練なる者」「老練なる知恵者」を意味する、クルニア（Curunír）である。

## 概要
サルマンは見かけは人間の老人の姿をしているが、実際は人間でなく、サウロンに対抗する為に西方のアマンの地から来た五人の賢者の一人である。彼の他には名前の忘れられた青の魔法使いが二人、灰色のガンダルフ、茶のラダガストの4人がいた。彼らイスタリはマイアで、サルマンのマイアとしての名はクルモだったとされる。かれは最初に一人で中つ国にやってきた。かれは東方への旅をして、そこから戻るとアイゼンガルドのオルサンクの塔に住んだ。
密かに復活して勢力を強めつつあるサウロンに対抗するため、白の会議が組織されると、かれは議長に選ばれた。この頃からサルマンは力の指輪の伝承について研究を始め、時期は不明だが一つの指輪を自ら手にしたいと欲するようになった。それどころか失われたパランティアの一つを見つけてサウロンと接触し、彼と同盟を結んだ。かれはこの裏切りを長く秘密にしていたが、旧友のガンダルフが一つの指輪の行方を突き止めたことを知り、ラダガストを欺いてガンダルフをアイゼンガルドに呼び寄せた。ガンダルフがアイゼンガルドを訪れると、かれはサウロンの僕となり、中つ国を支配する企みを嬉々と語り、ガンダルフに仲間に加わるよう誘惑した。このときかれは自らを指輪作りのサルマン、多彩なるサルマンと称した。ガンダルフが断ったため、かれはガンダルフをオルサンクの塔に幽閉した。後にガンダルフはオルサンクの塔を脱出し、エルロンドの会議でサルマンの裏切りを報告した。
裏切りが露見したサルマンは公然と指輪を奪う行動を開始した。ホビット庄から逃げ出したフロド・バギンズの道中に間者を放ち、ローハンに戦を仕掛け、ゴンドールへ向かうであろう指輪の仲間を襲うためにウルク＝ハイの部隊を派遣した。しかしかれの試みは全て失敗した。間者たちはフロドを捕らえることができず、ガンダルフはローハンに勝利をもたらし、二人のホビット、メリアドク・ブランディバックとペレグリン・トゥックを捕らえてアイゼンガルドへ戻るウルク＝ハイの部隊は途中でエオメルによって全滅した。これらの失敗は力への渇望のあまり、彼が傲慢になってしまったからであろう。
アイゼンガルドはエントによって破壊され、サルマンはオルサンクの塔に幽閉された。最後の試みとしてかれはローハンのセオデン王に和平を持ちかけ、これに失敗するとガンダルフとの友好関係を修復しようとした。ガンダルフはこれを退け、サルマンの杖を折って、かれを賢者団と白の会議から追放した。
力を失ったサルマンはしばらくオルサンクの塔に幽閉されていたが、見張り役であったエントの木の鬚を説得してアイゼンガルドを離れた。その途中、ガンダルフ達に遭遇している。既にサウロンは滅び、イスタリは中つ国での使命を終えていた。このとき、ガラドリエルの慈悲を受け入れていればヴァリノール行きの最後の舟に乗れたかもしれない。かれはかねてから手下を送り込んで乗っ取っていたホビット庄へ行き、配下の人間のならず者達の暴力でホビット達を抑え込み、袋小路屋敷に住んだ。かれはここではシャーキーと呼ばれた。最後にはホビット庄の支配にも失敗し、こき使っていた蛇の舌グリマに裏切られて殺された。
映画版では、『二つの塔』でエントにアイゼンガルドを占領された際になすすべなく塔内へと逃げ込み、その後はすべての兵を失いもはや無力となり、木の髭らの監視の下オルサンクの塔にそのまま幽閉され、『王の帰還』では一切出番なく終わっている。『王の帰還 スペシャル・エクステンデットエディション』では、ガンダルフが投降を求めるも応じず塔の上から魔法で攻撃するが、「白の魔法使い」になったガンダルフには全く通じず、見下していたグリマに背後から刺されて墜死している。

## 魔法
実際の登場が少ないため彼が魔法を使う場面はそれほど多くないものの、登場する技は声のほかには技術的なものが多い。これは彼が元来、アウレの民である工芸のマイアであることに加え、同様に工芸のマイアであるサウロンを模倣したこと、史実ではしばしば最先端の科学技術が魔法として認識された経路があること、そしてトールキンが美しい自然を破壊する近代工業化を悪しきものとして忌避していたことなどが理由として考えられる。以下に登場するものを箇条書きで記す。
- 力のある声で、聞く者の心を惑わし、相手を説得して最終的に自分の支配下におくことができる。サルマンの力としてもっとも主要に扱われる。杖を破壊され多くの力を失ったが、この声だけは往年ほどの力はないにしても最後まで持ち続け、悪事を重ねようとしたが、心の強い者には通じなかった。
- 火や蒸気、カラクリを駆使する。アイゼンガルドを工業化したほか、ホビット庄も同様にした。また戦闘では火（映画では明確に火薬と描写されている）で角笛城の防壁を吹き飛ばし、アイゼンガルドに侵攻してきたエントをカラクリを用いた蒸気と火で撃退しようと試みている。
- 妖術を用いて人間とオークを掛け合わせ、太陽の光にも耐えられる新種のオーク、ウルク＝ハイを作り出した。具体的な手法は不明。
- セオデンを呪いにより衰弱させ、蛇の舌を通じてローハンを操ろうとした。この呪いとは文字通り超自然的な呪術なのか、言葉によってセオデンを心理的に追い詰めて衰弱させ暗示にかけていたのかは曖昧であるが、映画版では前者のように描かれた。
- クレバインというカラス達を使って指輪の仲間の動向を見張らせていた。明確にサルマンが操っていると描写されているのは映画版のみで、原作ではこれを放っている者についての言及はなくサウロンが主である可能性もある。またサルマンの手によるとしても、彼の魔力ではなくラダガストの協力を悪用している可能性もある。
- 原作ではカラズラスの吹雪と雪崩はサウロンの仕業である可能性が示唆されているが、映画ではサルマンがクウェンヤの呪文によって起こしているとされている。
- 映画「ロード・オブ・ザ・リング/王の帰還」のSEEではオルサンクの頂上から白のガンダルフめがけて杖の先から火球を放つシーンが有る。しかしこれはガンダルフを取り巻く魔法のオーラによって阻まれてしまった。